# Akademisches Gymnasium (Vienne)
 (avril 2023).
Si vous disposez d'ouvrages ou d'articles de référence ou si vous connaissez des sites web de qualité traitant du thème abordé ici, merci de compléter l'article en donnant les références utiles à sa vérifiabilité et en les liant à la section « Notes et références ».
Pour l’article homonyme, voir Akademisches Gymnasium Innsbruck.
L’Akademisches Gymnasium de Vienne, fondé en 1553, est le plus ancien gymnasium de Vienne. L'orientation scolaire est humaniste et plutôt libérale par rapport aux autres lycées traditionnels de la ville.

## Histoire
À l’époque de la fondation du gymnasium, l'université de Vienne a le privilège de décider de la création d’établissements d’enseignement. En mars 1553, les jésuites, à l'initiative du roi Ferdinand Ier, reçoivent de l'université la permission de créer l'Akademisches Gymnasium.
Les principaux objectifs pédagogiques du corps enseignant exclusivement jésuite sont l'enseignement de la connaissance religieuse, la pratique de la foi catholique et le renforcement des attitudes religieuses des étudiants. Ceux-ci font partie d'un plus grand programme de réforme, Nova Reformatio, visant à amoindrir l'influence du courant protestant. L'Akademische Gymnasium est installé au moment de sa fondation dans le monastère dominicain en face de l'université d'alors. La langue d'enseignement à l'époque est le latin.
La suppression de la Compagnie de Jésus en 1773 par Clément XIV entraîne un changement de personnel enseignant et d'objectifs pédagogiques. Les nouveaux points sont l'histoire, les mathématiques, l'allemand, la littérature et la géographie. La direction du gymnase est transférée aux piaristes. Par la suite, le gymnasium est un peu plus cosmopolite et l'esprit des Lumières prévaut tant parmi les enseignants que parmi les étudiants. De même, il y a de nouvelles mesures didactiques et pédagogiques, puis les frais de scolarité sont introduits.
À la suite de la réforme de l'enseignement secondaire en 1849, le gymnase passe à huit niveaux jusqu'à l'examen final de maturité. Les aspects humanistes se cristallisant de plus en plus, les leçons sont principalement linguistiques-historiques, les aspects mathématiques-scientifiques ne sont pas négligés. Les premiers diplômés du secondaire passent leurs examens finaux à la fin de l'année scolaire 1850-1851.
Depuis 1866, le bâtiment de l'Akademisches Gymnasium se situe sur la Beethovenplatz, dans le premier arrondissement de Vienne. Il est construit par Friedrich von Schmidt, le futur urbaniste de la mairie de Vienne, dans un style néo-gothique typique de l'architecte. Il est inauguré le 17 octobre 1866, entre autres en présence d'Anton von Schmerling et Andreas Zelinka, maire de Vienne.
La première fille est diplômée en 1897. Il y a un effectif général de filles depuis 1949-1950.
Les années après la Première Guerre mondiale sont extrêmement éprouvantes pour le gymnasium, on frôle la fermeture à cause de la forte baisse du nombre d'élèves. L'établissement d'enseignement est menacé de perdre sa réputation et son attrait.
Après l'Anschluss en 1938, les élèves juifs et trois enseignants doivent quitter l'école. Ils changent d'école le 28 avril 1938, mais une partie des étudiants s'était déjà désinscrite avant cette date. La perte totale s'élève à près de 50% des élèves, car l'école est la plus fréquentée par les enfants de familles juives.
Wolfgang Wolfring met en scène dans le lycée, à partir de 1960, des représentations théâtrales grecques classiques en grec ancien.
Au fil des ans, le gymnase retrouve son ancienne réputation et a un taux de réussite élevé. L'accentest mis de plus en plus sur l'éducation humaniste, ce qui est démontré au grand public principalement par le large éventail de langues proposées, des représentations théâtrales de haut niveau dans les écoles et de nombreux événements musicaux organisés par la chorale de l'école.
L'accent reste mis sur une base linguistique large, qui comprend également une formation dans des langues telles que le latin ou le grec ancien. L'école propose le français et l'anglais dès la première année. L'autre des deux langues ne commence qu'à partir de la 3e année.
L'un des problèmes est le manque d'espace dans l'école. Comme il existe une forte demande pour des places dans les écoles, mais que le bâtiment de l’école ne peut pas être agrandi pour des raisons financières et pour la préservation des monuments historiques, il n’ya pas assez de places pour tous ceux qui vont à l’école.

## Élèves célèbres

### Nés avant 1800
- Ignaz Franz Castelli (1781–1862), écrivain
- Joseph Valentin Eybel (1741–1805), pamphlétaire
- Wilhelm Karl von Haidinger (1795–1871), géologue
- Stanislas Kostka (1550–1568), saint catholique
- Leopold Kupelwieser (1796–1862), peintre
- Joseph Othmar von Rauscher (1797–1875), archevêque de Vienne
- Karl Leonhard Reinhold (1757–1823), philosophe
- Franz Schubert (1797–1828), compositeur
- Johann Chrysostomus Senn (1795–1857), poète
- Johann Carl Smirsch (1793–1869), peintre

### Nés entre 1800 et 1849
- Alexander von Bach (1813–1893), juriste et homme politique
- Moriz Benedikt (1835–1920), neurologue
- Nikolaus Dumba (1830–1900), industriel et mécène
- Franz Serafin Exner (1802–1853), philosophe
- Cajetan von Felder (1814–1894), maire de Vienne
- Adolf Ficker (1816–1880), statisticien
- Anton Josef Gruscha (1820–1911), archevêque de Vienne
- Christoph Hartung von Hartungen (1849–1917), médecin
- Carl Haslinger (1816–1868), éditeur de musique
- Gustav Heider (1819–1897), historien de l'art
- Josef Hellmesberger (1828–1893), musicien
- Joseph Hyrtl (1810–1894), anatomiste
- Friedrich Kaiser (1814–1874), acteur
- Theodor von Karajan (1810–1873), germaniste
- Alfred von Kremer (1828–1889), orientaliste et homme politique
- Ferdinand Kürnberger (1821–1879), écrivain
- Heinrich von Levitschnigg (1810–1862), écrivain et journaliste
- Karl Ludwig von Littrow (1811–1877), astronome
- Titu Maiorescu (1840–1917), ministre-président de la Roumanie
- Johann Nestroy (1801–1862), acteur, poète
- Ignaz von Plener (1810–1908), ministre-président autrichien
- Aurelius Polzer (1848–1924), poète, écrivain
- Johann Nepomuk Prix (1836–1894), maire de Vienne
- Benedict Randhartinger (1802–1893), musicien
- Friedrich Rochleder (1819–1874), chimiste
- Wilhelm Scherer (1841–1886), germaniste
- Anton von Schmerling (1805–1893), juriste et homme politique
- Leopold Schrötter, Ritter von Kristelli (1837–1908), médecin
- Johann Gabriel Seidl (1804–1875), parolier
- Daniel Spitzer (1835–1893), auteur
- Eduard Strauss (1835–1916), compositeur
- Franz von Thun et Hohenstein (1847–1916), ministre-président de Cisleithanie
- Joseph Unger (1828–1913), juriste et homme politique
- Otto Wagner (1841–1918), architecte

### Nés entre 1850 et 1900
- Othenio Abel (1875–1946), biologiste
- Ludwig Adamovich (1890–1955), président de la Cour constitutionnelle d'Autriche
- Guido Adler (1855–1941), musicologue
- Peter Altenberg (1859–1919), salonnier
- Max Wladimir von Beck (1854–1943), ministre-président d'Autriche
- Richard Beer-Hofmann (1866–1945), écrivain
- Edmund Benedikt (1851–1929), avocat et homme politique
- Elsa Bienenfeld (1877–1942), historien et critique de la musique
- Julius Bittner (1874–1939), compositeur
- Friedrich Böck (1876–1958), chimiste
- Robert Danneberg (1885–1942), juriste et homme politique
- Konstantin Dumba (1856–1947), diplomate
- Friedrich Eckstein, historien
- August Fournier (1850–1920), historien et homme politique
- Erich Frauwallner (1898–1974), indologue
- Dagobert Frey (1883–1962), historien de l'art
- Albert Gessmann (1852–1920), bibliothécaire et homme politique
- Raimund Grübl (1847–1898), maire de Vienne
- Michael Hainisch (1858–1940), président de la république d'Autriche
- Edmund Hauler (1859–1941), philologue
- Hugo von Hofmannsthal (1874–1929), dramaturge
- Karl Kautsky (1854–1938), philosophe et homme politique
- Hans Kelsen (1881–1973), juriste, corédacteur de la Constitution fédérale de l'Autriche
- Franz Klein (1854–1926), juriste et homme politique
- Arthur Krupp (1856–1938), industriel
- Wilhelm Kubitschek (1858–1936), archéologue
- Eduard Leisching (1858–1938), directeur du musée des beaux-arts de Vienne
- Karl Leth (1861–1930), banquier et ministre autrichien des Finances
- Robert von Lieben (1878–1913), physicien
- Felix von Luschan (1854–1924), médecin
- Eugen Margarétha (1885–1963), juriste et homme politique
- Tomáš Garrigue Masaryk (1850–1937), président de la Tchécoslovaquie
- Alexius Meinong (1853–1920), philosophe
- Lise Meitner (1878–1968), physicien
- Ludwig von Mises (1881–1973), économiste
- Paul Morgan (1886–1938), acteur
- Max von Oberleithner (1868–1935), compositeur et chef d'orchestre
- Paul Amadeus Pisk (1893–1990), compositeur
- Gabriele Possanner (1860–1940), médecin
- Hans Leo Przibram (1874–1944), zoologue
- Karl Przibram (1878–1973), physicien
- Josef Redlich (1869–1936), juriste et homme politique
- Elise Richter (1865–1943), philologue
- Josef Schey von Koromla (1853–1938), juriste
- Arthur Schnitzler (1862–1931), écrivain et dramaturge
- Julius Schnitzler (1865–1939), médecin
- Erwin Schrödinger (1887–1961), physicien
- Friedrich Walter (1896–1968), historien

### Nés entre 1900 et 1950
- Kurt Adler (1943-1973) chorus master and conductor of the Metropolitan Opera New York City, New York (United States)
- Ludwig Adamovich fils (né en 1932), président de la Cour constitutionnelle d'Autriche
- Alfredo Bauer (1924–2016), écrivain
- Christian Broda (1916–1987), juriste et homme politique
- Engelbert Broda (1910–1983), physicien, chimiste
- Bertrand Michael Buchmann (né en 1949), historien
- Thomas Chorherr (1932–2018), journaliste
- Magic Christian (né en 1945), magicien
- Felix Czeike (1926–2006), historien
- Helmut Deutsch (né en 1945), pianiste
- Albert Drach (1902–1995), écrivain
- Paul Edwards (1923–2004), philosophe
- Caspar Einem (né en 1948), ministre autrichien
- Ernst Federn (1914–2007), psychanalyste
- Wolfgang Glück (né en 1929), réalisateur
- Friedrich Heer (1916–1983), écrivain, historien
- Fritz Houtermans (1903–1966), physicien
- Georg Knepler (1906–2003), musicologue
- Walter Kohn (1923–2016), physicien
- Paul Felix Lazarsfeld (1901–1976), sociologue
- Lucian O. Meysels (1925–2012), journaliste
- Liliana Nelska (née en 1946), actrice
- Alfred Payrleitner (1935–2018), journaliste
- Erwin Ringel (1921–1994), médecin
- Ernst Topitsch (1919–2003), philosophe et sociologue
- Gerhard Tötschinger (1946–2016), écrivain, acteur
- Milan Turković (né en 1939), chef d'orchestre
- Georg Vobruba (né en 1948), sociologue
- Hans Weigel (1908–1991), écrivain
- Erich Wilhelm (1912–2005), pasteur

### Nés à partir de 1950
- Gabriel Barylli (né en 1957), écrivain et acteur
- Christiane Druml (né en 1955), juriste
- Paul Chaim Eisenberg (né en 1950), grand rabbin du Israelitische Kultusgemeinde Wien
- Paul Gulda (né en 1961), pianiste
- Martin Haselböck (né en 1954), organiste
- Julian Heidrich (né en 1991), chanteur sous le nom de Julian le Play
- Max Hollein (né en 1969), directeur de musée
- Peter Stephan Jungk (né en 1952), écrivain
- Markus Kupferblum (né en 1964), metteur en scène
- Niki List (1956–2009), réalisateur
- Miki Malör (né en 1957), performeuse
- Paulus Manker (né en 1958), acteur et réalisateur
- Andreas Mailath-Pokorny (né en 1959), recteur d'université
- Doron Rabinovici (né en 1961), écrivain
- Clemens Unterreiner (né en 1977), chanteur d'opéra
- Oliver Vitouch (né en 1971), recteur de l'université de Klagenfurt et président de la Conférence des présidents d'université autrichiennes